# Jürgen Bauer (Autor)
Jürgen Bauer (* 21. Oktober 1981 in Eisenstadt) ist ein österreichischer Schriftsteller, Journalist und Dramaturg. Er ist Verfasser der Romane Das Fenster zur Welt, Was wir fürchten und Ein guter Mensch. Darüber hinaus hat er journalistische und wissenschaftliche Texte sowie Sachbücher verfasst.

## Leben
Er nahm mit seinen Theaterstücken zwei Mal am Programm Neues Schreiben des Wiener Burgtheaters teil. 
Im Jahr 2013 erschien sein Debütroman Das Fenster zur Welt im Septime Verlag, 2015 seit zweiter Roman "Was wir fürchten" und 2017 sein dritter Roman "Ein guter Mensch", beide ebenfalls bei Septime. Für die Anthologie "übergrenzen" verfasste er 2016 zudem die Kurzgeschichte "Wien - Sopron".
Seine journalistischen Arbeiten zu Theater, Tanz und Oper erschienen in den Zeitungen und Zeitschriften Falter, gift, malmoe oder nachtkritik.de.
Im Rahmen des Studiums der Theater-, Film- und Medienwissenschaft in Wien, Amsterdam und Utrecht spezialisierte er sich außerdem auf Jüdisches Theater und veröffentlichte hierzu  Artikel und Buchbeiträge. 2008 erschien sein Buch No Escape. Aspekte des Jüdischen im Theater von Barrie Kosky in der Edition Steinbauer.
2017 wurde Bauer zu dem Literaturfestival "Neue Literatur" in New York sowie "Zeitgeist" in Washington D.C. eingeladen.
Bauer lebt in Wien.

## Stipendien
- Arbeitsstipendium des Bundeskanzleramtes, 2016[5]
- Aufenthaltsstipendium für junge deutschsprachige Autorinnen und Autoren des Literarischen Colloquiums Berlin.
- STARTStipendium der Kunstsektion des Bundeskanzleramtes der Republik Österreich.

## Preise
- Publikumspreis des TEXTFUNKEN Literaturwettbewerbs des Österreichischen Rundfunks[6], 2016

## Werke
- Portrait[7], Roman, Septime Verlag, 2020
- Ein guter Mensch. Roman, Septime Verlag. 2017
- Was wir fürchten. Roman, Septime Verlag, 2015

- Bus aus Sopron. Kurzgeschichte, Septime Verlag (in der Anthologie übergrenzen), 2015
- Das Fenster zur Welt. Roman, Septime Verlag, 2013
- No Escape. Aspekte des Jüdischen im Theater von Barrie Kosky. Sachbuch, Edition Steinbauer, Wien, 2008